# Яші-Горж
Яші-Горж (рум. Iași-Gorj) — село у повіті Горж в Румунії. Входить до складу комуни Дрегуцешть.
Село розташоване на відстані 233 км на захід від Бухареста, 4 км на південний захід від Тиргу-Жіу, 86 км на північний захід від Крайови.

## Населення
За даними перепису населення 2002 року у селі проживали 1010 осіб, з них 1009 осіб (99,9%) румунів. Рідною мовою 1009 осіб (99,9%) назвали румунську.